# Alesso

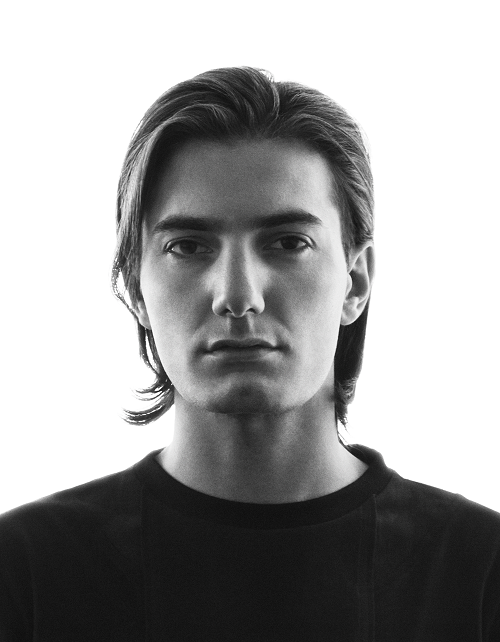
Alesso 2014.

Alesso, eredeti nevén Alessandro Lindblad (Stockholm, 1991. július 7. –) svéd DJ és elektronikus zenei producer.

## Pályafutása
Alesso 2011-ben lett világszerte ismert saját számaival és remixeivel. Nadia Ali "Pressure" című számához készült remixe az egyik legtöbbet játszott volt 2011-ben. A DJ Mag toplistáján szintén 2011-ben szerepelt először, a 70. helyet érte el, 2012-ben 20., 2013-ban pedig már 13. volt, ahogyan 2015-ben is. Ez volt a listán eddig elért legmagasabb helyezése.
Ismertebb számai közé tartoznak a Matthew Komával közösen készített "Years", a Dirty South-szal együtt készített "City of Dreams", a Sebastian Ingrossóval Ryan Tedder közreműködésével megalkotott "Calling",  a OneRepublic "If I Lose Myself" című számához készített remixe, az Axwell-lel közösen írt "More Than You Know", a Tove Lo-val közös "Heroes", vagy a Calvin Harris-szel és a Hurts zenekarral közös "Under Control".

## Diszkográfia
Toplistások
| Év   | Cím                                                            | Toplistás helyezések | Toplistás helyezések | Toplistás helyezések | Toplistás helyezések | Toplistás helyezések | Toplistás helyezések | Toplistás helyezések | Toplistás helyezések | Toplistás helyezések | Toplistás helyezések | Toplistás helyezések | Album            |
| Év   | Cím                                                            | SWE                  | AUS                  | BEL (Fl.)            | BEL (WA.)            | FRA                  | NL                   | SCO                  | US (Dance Charts)    | NZ                   | IRE                  | UK                   | Album            |
| ---- | -------------------------------------------------------------- | -------------------- | -------------------- | -------------------- | -------------------- | -------------------- | -------------------- | -------------------- | -------------------- | -------------------- | -------------------- | -------------------- | ---------------- |
| 2012 | Calling (Lose My Mind) (with Sebastian Ingrosso & Ryan Tedder) | 19                   | —                    | 52                   | 32                   | 136                  | 58                   | 13                   | 1                    | —                    | 47                   | 19                   | Non-Album Single |
| 2012 | Years (Matthew Komával)                                        | 24                   | —                    | 33                   | 39                   | 163                  | 86                   | —                    | —                    | —                    | —                    | —                    | Non-Album Single |
| 2013 | If I Lose Myself (OneRepublic-kal)                             | 4                    | —                    | —                    | —                    | —                    | 89                   | —                    | —                    | —                    | —                    | —                    | Non-Album Single |
| 2013 | City Of Dreams (with Dirty South & Ruben Haze)                 | —                    | —                    | 36                   | —                    | —                    | —                    | —                    | —                    | —                    | —                    | —                    | Non-Album Single |
| 2013 | Under Control (Calvin Harris-szel és Hurts-szel)               | 35                   | 17                   | —                    | —                    | 192                  | —                    | —                    | —                    | 39                   | —                    | —                    | Non-Album Single |

| Év   | Cím                                                                | Kiadó                    | Album           | Jegyzetek                             |
| ---- | ------------------------------------------------------------------ | ------------------------ | --------------- | ------------------------------------- |
| 2010 | "Moma"                                                             | Moma                     | Joia Records    |                                       |
| 2010 | "Workaholic"                                                       | Workaholic               | Joia Records    |                                       |
| 2010 | "Think It´s Time"                                                  | Think It´s Time          | Joia Records    |                                       |
| 2011 | "Nillionaire"                                                      | Dynamite EP              | Refune Records  |                                       |
| 2011 | "Dynamite"                                                         | Dynamite EP              | Refune Records  |                                       |
| 2011 | "Calling" (Sebastian Ingrossóval)                                  | Calling                  | Refune Records  |                                       |
| 2011 | "Raise Your Head"                                                  | Raise Your Head          | Refune Records  |                                       |
| 2012 | "Calling (Lose My Mind)" (Sebastian Ingrossóval és Ryan Tedderrel) | Calling (Lose My Mind)   | Refune Records  | UK Singles #19, US Billboard Dance #1 |
| 2012 | "Years" (Matthew Komaval)                                          | Years                    | Refune Records  | Beatport #1                           |
| 2012 | "Every Chance We Get We Run" (David Guettával és Tegan & Sarával)  | Nothing but the Beat 2.0 | Virgin, EMI     |                                       |
| 2012 | "City of Dreams" (Dirty Southszal)                                 | City of Dreams           | Phazing Records | Beatport #1                           |
| 2012 | "Clash"                                                            | Clash                    | Refune Records  | Beatport #1                           |

### Remixek
| Év   | Eredeti előadó                             | Cím                                           | Eredeti cím                  |
| ---- | ------------------------------------------ | --------------------------------------------- | ---------------------------- |
| 2010 | Tristan Garner & Gregori Klosman           | "Fuckin Down" (Alesso Remix)                  | Fuckin Down Mixes            |
| 2010 | Tim Berg                                   | "Alcoholic" (Alesso Taking It Back Remix)     | Alcoholic Remixes Part II    |
| 2010 | Deniz Koyu featuring Shena                 | "Time of Our Lives" (Alesso Remix)            | Time of Our Lives            |
| 2011 | Therese                                    | "Drop It Like It's Hot" (Alesso Remix)        | Drop It Like It's Hot        |
| 2011 | Dúné                                       | "Heiress of Valentina" (Alesso Exclusive Mix) | Heiress of Valentina         |
| 2011 | Niko Bellotto & Erik Holmberg featuring JB | "Running Up That Hill" (Alesso Remix)         | Running Up That Hill         |
| 2011 | Nadia Ali, Starkillers & Alex Kenji        | "Pressure" (Alesso Remix)                     | Pressure                     |
| 2011 | Swedish House Mafia featuring John Martin  | "Save the World" (Alesso Remix)               | Save the World (The Remixes) |
| 2011 | DEVolution featuring Amy Pearson           | "Good Love" (Alesso Remix)                    | Good Love                    |
| 2011 | LMFAO featuring Goon Rock & Lauren Bennett | "Party Rock Anthem" (Alesso Remix)            | Party Rock Anthem            |
| 2011 | David Guetta featuring Sia                 | "Titanium" (Alesso Remix)                     | Titanium Remixes             |
| 2011 | Jasper Forks                               | "River Flows In You" (Alesso Remix)           | River Flows In You           |
| 2012 | Keane                                      | "Silenced by the Night" (Alesso Remix)        | Silenced by the Night        |
| 2012 | Arty                                       | "When I See You" (Alesso Mix)                 | When I See You               |
| 2013 | OneRepublic                                | "If I Lose Myself" (Alesso Remix)             | If I Lose Myself             |

## Fordítás
- Ez a szócikk részben vagy egészben  az   Alesso című angol Wikipédia-szócikk ezen változatának fordításán alapul.  Az eredeti cikk szerkesztőit annak laptörténete sorolja fel. Ez a jelzés csupán a megfogalmazás eredetét és a szerzői jogokat jelzi, nem szolgál a cikkben szereplő információk forrásmegjelöléseként.